# Ayuntamiento de Estocolmo
El ayuntamiento de Estocolmo (en sueco Stockholms stadshus) es el edificio sede del gobierno local del municipio de Estocolmo. Se sitúa sobre la isla Kungsholmen, en el extremo que encara el distrito Norrmalm y las vecinas islas de Riddarholmen y Stadsholmen. En su interior se encuentran oficinas, salas de conferencias, salones de ceremonias y el lujoso restaurante Stadshuskällaren. La llamada Sala Azul (Blå hallen) es la sede del banquete anual de los Premios Nobel. Por todo esto, y por su imponente aspecto sobre la ciudad, es uno de los principales atractivos turísticos de Estocolmo.

## Construcción
En 1907 el gobierno de la ciudad decidió construir un nuevo ayuntamiento en el lugar donde se hallaba el antiguo molino de Eldkvarn, destruido en un incendio en 1878. Para ello se realizó un concurso arquitectónico, en el que en una primera ronda se eligieron los proyectos de Ragnar Östberg, Carl Westman, Ivar Tengbom, a los que se unieron los de Ernst Torulf y Carl Bergsten. La elección finalmente quedó entre Wetman y Östberg, siendo el segundo el designado para la construcción del ayuntamiento, mientras que a Westman se le adjudicó la construcción del Palacio de Justicia de Estocolmo. Östberg modificó su proyecto inicial con elementos del de Westman, entre los que se incluye la torre. Durante la construcción del edificio, Östberg modificó en continuas ocasiones sus planos, citando por ejemplo la adición del farol en lo alto de la torre, y descartando los azulejos azules de la Sala Azul.
La construcción del edificio se prolongó por un periodo de doce años, desde 1911 hasta 1923. En total se usaron casi ocho millones de ladrillos rojos. Los ladrillos rojos, llamados munktegel (ladrillos de monje) por su uso tradicional en iglesias y monasterios, fueron suministrados por la fábrica de ladrillos Lina, cerca de Södertälje.
El edificio se inauguró el 23 de junio de 1923, durante la celebración del 400 aniversario de la llegada de Gustavo Vasa a Estocolmo. El escritor Verner von Heidenstam y el primer ministro Hjalmar Branting fueron los encargados de los discursos de inauguración.

## Arquitectura
El sitio donde se encuentra, al lado de Stadshusbron, está bordeado por las calles de Hantverkargatan y Norr Mälarstrand al norte y al oeste, y la costa de Riddarfjärden al sur y al este, permitió una amplia distribución. El edificio sigue una planta más o menos rectangular. Está construido en torno a dos espacios abiertos, una plaza llamada Borgargården en el lado oriental, y el Salón Azul (Blå hallen) al oeste.
El Salón Azul, con sus paredes rectas incorpora elementos de un patio renacentista. Sus paredes no son en realidad azules, pero ha mantenido su nombre por el diseño original de Östberg. Se le conoce por ser el comedor que se utiliza para el banquete que se celebra después de la ceremonia anual de entrega del Premio Nobel. El órgano en el Salón Azul es, con sus 10.270 tubos, el más grande de Escandinavia. Sobre el Salón Azul se encuentra el Salón Dorado (Gyllene Salen), el nombre proviene de los mosaicos decorativos que posee, con más de 18 millones de fichas. Los mosaicos hacen uso de motivos de la historia de Suecia. Fueron realizados en Berlín, Alemania, por Puhl y Wagner (Gottfried Heinersdorff), después de nueve años de negociaciones con Gottfried Heinersdorff (1883-1941) para su realización. 
La esquina sureste del edificio, inmediatamente adyacente a la costa, está marcada por una torre monumental coronada por las Tres Coronas, un antiguo símbolo nacional de Suecia. La torre es de 106 metros de altura y se puede acceder por un ascensor o por una escalera de 365 escalones. El lado oriental de su base está decorada con un cenotafio chapado en oro de Birger Jarl. 
El ayuntamiento es considerado uno de los ejemplos más destacados de Suecia del romanticismo nacional en la arquitectura. El sitio único, con vistas a Riddarfjärden, inspiró un motivo central de la construcción, a saber, la yuxtaposición de la arquitectura de la ciudad y el agua, que también representa un elemento central del paisaje urbano de Estocolmo en su conjunto. El estilo arquitectónico es uno de eclecticismo refinado, mezcla la austeridad del ladrillo del norte de Europa y elementos lúdicos que recuerdan a la arquitectura oriental y veneciana, como torres adornadas con estrellitas doradas, balcones decorados, mástiles de madera, y las estatuas.

## Stadshusparken

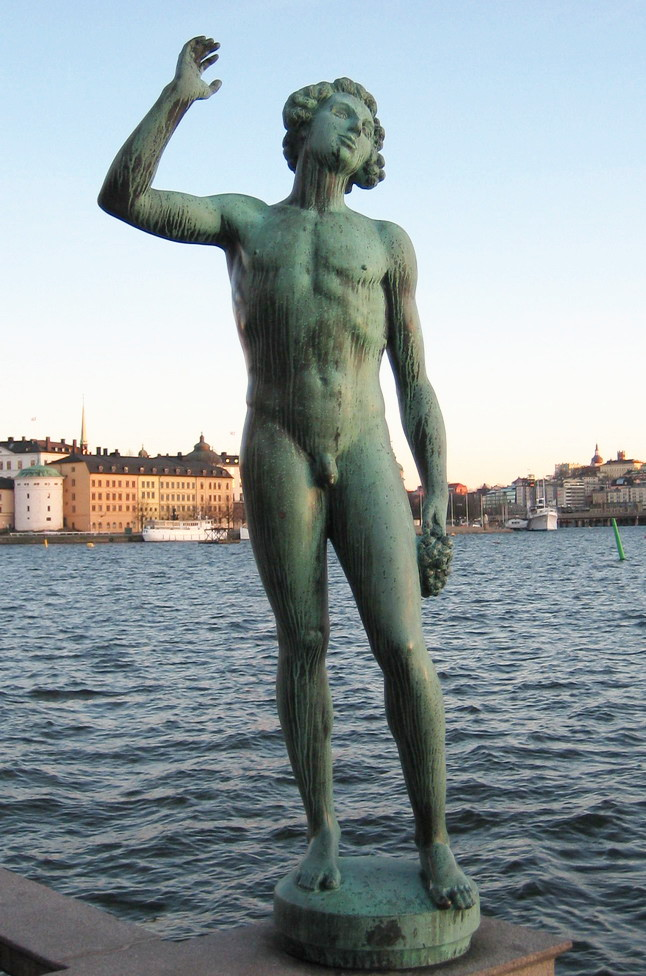
Escultura de Carl Eldh

Es un pequeño parque entre el edificio del Ayuntamiento y la orilla del lago Mälaren, está adornado con varias esculturas, entre ellas un conjunto de Carl Eldh que representa a los tres artistas August Strindberg, Gustaf Fröding y Ernst Josephson, así como esculturas de bronce de Eldh "Sangen" y "Dansen" ("El canto" y "La danza"). Hacia el sureste del Ayuntamiento, frente a Riddarholmen, en un pilar de alrededor de 20 metros de altura, se alza una estatua de Engelbrekt Engelbrektsson en la parte superior.